# Pas cobert als carrers Vilanova i Agoders
Pas cobert als carrers Vilanova i Agoders és una obra de Tàrrega (Urgell) inclosa a l'Inventari del Patrimoni Arquitectònic de Catalunya.

## Descripció
És un pas cobert que fa punt de comunicació entre el carrer Vilanova i el carrer Agoders de Tàrrega. És destacable per la seva llargada, profunditat, estretor i una innovadora via inclinada. Aquest pas travessa un habitatge situat a la part superior el qual comunica també amb el carrer Agoders i el carrer Vilanova. Per tant, les forces que ha de suportar la coberta d'aquest pas són moltes, per això ens trobem amb un embigat format per massisses bigues de ferro que van col·locades en sentit horitzontal unint els dos murs laterals. Aquests murs són formats per carreus de pedra irregulars parcialment arrebossats, en els quals s'obren un parell de petites portes. Cal destacar que els dos extrems d'aquest pas són totalment diferents arquitectònicament: per una banda, la que dona al costat del c/ Vilanova, s'observa una biga més de les que componen la coberta de pas. En canvi, en l'altra banda, la que s'encara al carrer Agoders, s'hi troba un magnífic arc rebaixat format per carreus de pedra regulars, perfectament tallats que descansen en dos brancals o muntants a banda i banda.